# Michael Van Staeyen
Michael Van Staeyen (Ekeren, 13 augustus 1988) is een Belgisch wielrenner die actief was als proefrenner van 2008 tot 2022. Ploegen: Rabobank, Top-Sport Vlaanderen, Cofidis, Roompot, Evopro Zijn specialiteit is sprinten. In de Ronde van Denemarken van 2010 won hij de tweede etappe en droeg hij enige dagen de leiderstrui. Hij won in 2010 Memorial Rik Van Steenbergen voor Robbie Mcewen. 2013 won hij de eerste rit in de Etoile de Bessèges. Hij won in 2014 De Kustpijl. Verder won hij nog een 5 -tal prof kermiskoersen o.a. Geraardsbergen en 2 maal Westrozebeke. Vele top 5 plaatsen o.a.Parijs-Tours, Schaal Sels, Putte-Kapellen, Munsterland Giro, Belgisch kampioenschap enzovoort.

## Palmares

### Overwinningen
2007
GP Stad Vilvoorde
2009
3e etappe Istrian Spring Trophy
3e etappe Ronde van León
2010
2e etappe Ronde van Denemarken
Stadsprijs Geraardsbergen
Memorial Rik Van Steenbergen
2012
GP Raf Jonckheere
2013
1e etappe Ster van Bessèges
2014
De Kustpijl
2017
GP Gemeente Kortemark
2019
GP Raf Jonckheere
Omloop Gemeente Melle

### Resultaten in voornaamste wedstrijden
| Jaar | Gent-Wevelgem | Ronde van Vlaanderen | Parijs-Roubaix | Scheldeprijs | Parijs-Tours |
| ---- | ------------- | -------------------- | -------------- | ------------ | ------------ |
| 2010 |               |                      |                | 13e          |              |
| 2011 |               |                      |                | 17e          | opgave       |
| 2012 | 140e          |                      |                | 19e          | 101e         |
| 2013 |               |                      |                | 10e          | 5e           |
| 2014 |               |                      |                | 19e          | 100e         |
| 2015 |               | opgave               | 108e           | 8e           | 97e          |
| 2016 | 64e           |                      | opgave         | 14e          |              |
| 2017 | opgave        |                      |                | 95e          |              |
| 2018 | 119e          | opgave               |                | uitgesl.     |              |
| 2019 |               |                      | opgave         | 27e          |              |
| 2020 |               |                      |                | 12e          |              |
| 2021 |               |                      |                | opgave       |              |
| 2022 |               |                      |                | opgave       |              |

## Ploegen
- 2007 –  Davo
- 2008 –  Rabobank Continental Team
- 2009 –  Rabobank Continental Team
- 2010 –  Topsport Vlaanderen-Mercator
- 2011 –  Topsport Vlaanderen-Mercator
- 2012 –  Topsport Vlaanderen-Mercator
- 2013 –  Topsport Vlaanderen-Baloise
- 2014 –  Topsport Vlaanderen-Baloise
- 2015 –  Cofidis, Solutions Crédits
- 2016 –  Cofidis, Solutions Crédits
- 2017 –  Cofidis, Solutions Crédits
- 2018 –  Cofidis, Solutions Crédits
- 2019 –  Roompot-Charles
- 2020 –  Tarteletto-Isorex
- 2021 –  EvoPro Racing
- 2022 –  EvoPro Racing